# Хайна (Южная Тюрингия)
Хайна (нем. Haina) — община в Германии, в земле Тюрингия.
Входит в состав района Хильдбургхаузен. Подчиняется управлению Глайхберге. Население составляет 1004 человека (на 31 декабря 2010 года). Занимает площадь 19,71 км².